# Luxus na raty
Luxus na raty – drugi album studyjny polskiego rapera Mrokasa. Wydawnictwo ukazało się 9 lipca 2013 roku nakładem wytwórni muzycznej My Music. Produkcji nagrań podjęli się: Donatan, SoDrumatic, Julas, Aglofellaz Beatz, Mr. Bayerman, Nala, Grrracz oraz Hiras. Z kolei wśród gości na płycie znaleźli się Kubiszew, Antek, Rafi, Aga Czyż, Kroolik Underwood, Bas Tajpan, Aga Czyż, Waber, Bezczel, Robako, Deadly Hunta oraz Koni.

## Lista utworów
Opracowano na podstawie materiału źródłowego.
1. "Mrox" (produkcja: Donatan) - 3:39
2. "Wiem to na pewno" (produkcja: SoDrumatic, gościnnie: Kubiszew i Antek) - 4:12
3. "Kształtuj swój styl" (produkcja: Julas, gościnnie: Rafi i Aga Czyż) - 3:49
4. "Wybór (droga I)" (produkcja: Julas, gościnnie: Kroolik Underwood) - 2:25
5. "Luxus na raty (skit)" (produkcja: Aglofellaz Beatz) - 2:26
6. "Szafirowe kraty" (produkcja: SoDrumatic, gościnnie: Bas Tajpan) - 3:33
7. "Zanim nastanie świt" (produkcja: Mr. Bayerman) - 3:15
8. "Niezapowiedziany gość" (produkcja: Nala, gościnnie: Aga Czyż) - 3:18
9. "My mamy wszystko" (produkcja: SoDrumatic, gościnnie: Waber) - 4:19
10. "Wybór (droga II)" (produkcja: Julas, gościnnie: Kroolik Underwood) - 2:25
11. "Nie ma cię tu" (produkcja: SoDrumatic, gościnnie: Bezczel) - 3:46
12. "Jack Herrer" (produkcja: Julas, gościnnie: Robako) - 3:49
13. "Halamy halamy" (produkcja: Grrracz, gościnnie: Deadly Hunta i Koni) - 4:12
14. "Sięgam po gwiazdy" (produkcja: Julas, gościnnie: Aga Czyż) - 4:16
15. "Nie opuszczaj mnie" (produkcja: Hiras) - 10:37